# Дечији вртић Полетарац (Београд)
Дечији вртић Полетарац,  један је од првих вртића основаних на територији града Београда.
Налази се у улици 27. марта 46, на градској општини Палилула. Полетарац је један од дечијих вртића у склопу Предшколске установе Бошко Буха Палилула.

## Историјат
Изузетно неповољни социјално-економски услови након Првог светског рата доводе до нужности организоване друштвене бриге о деци. Дванаестог јануара 1919. године , у трошне бараке на Ташмајдану, стигло је педесетак малишана ратне  сирочади. Тај датум се узима као почетак рада обданишта на Палилули које је названо Обданиште број 2. Касније 1932. године, изграђена је наменска зграда у Улици 27. марта у коју је пресељено  Обданиште број 2, које је тада могло да прими стотинак деце. Остало је забележено да се због своје лепоте, зграда Обданишта број 2 налазила у протоколу посета страних делегација.                                                                                                               
За време Другог светског рата Обданиште је било затворено, а 1944. године поново је почело са радом. У њему је тада било смештено од 90 до 120 деце, организованих у три васпитне групе. Држава у том периоду преузима како финансијску, тако и васпитно-образовну бригу и старање о деци.

### Оснивачи[1]
Обданиште број 2, у гарду Београду основао је Одбор госпођа Друштва за васпитање и заштиту деце, на челу са Јелом Спасић. Оснивачи су:
- Јела Спасићка

- Перса Вукићевићка
- Милка Кочићка
- Вука Поповићка
- Лепосава Лазаревићка
- Калиопа Комадина
- Софија Ловчевићка
- Дара Петровићка
- Олга Марин
- Љубица Атанацковићева
- Драга Јевтићева
- Јелена Лазаревићка
- Вида М. Цвијановићка

## Вртић Полетарац данас
Иако је вртић смештен у старој згради, собе су велике светле и богато опремљене. Посебна пажња посвећује се неговању уметничког и стваралачког слободног израза код деце. Локација вртића омогућава честе посете позоришту Душко Радовић, Дечијем културном центру, Народном музеју, библиотекама, као и свим пригодним јавним манифестацијама које се дешавају у граду.
Број васпитних група у вртићу је: пет вртићких група (деца од 3 до 6,5 година) и једна јаслена група (деца од 2 до 3 године).

### Делатност вртића
- васпитно-образовни рад,
- превентивно здравствена заштита,
- исхрана и брига о деци.

## Васпитно-образовни рад у вртићу
Васпитно-образовни рад у вртићу ослања се на дисциплину која проучава специфичности процеса васпитања деце раних узраста, од рођења до поласка у школу, а то је предшколска педагогија. Друга научна дисциплина на којој се заснива васпитно-образовни рад у вртићу јесте дечија психологија. Предмет њеног изучавања је развој детета и појединих психичких функција од зачећа до постизања зрелости. Поред ових општих наука о васпитању и образовању, у дечијем вртићу васпитно образовни рад се обавља путем различитих методика, а то су: методика развоја говора, методика ликовног васпитања, методика почетних математичких појмова, методика музичког васпитања, методика физичког васпитања и методика упознавања околине. Ове методике су основа рада са децом у вртићу Полетарац.